# Реюньон (национальный парк)
Национальный парк Реюньон (фр. Parc national de La Réunion) — национальный парк Франции, расположен на острове Реюньон. Площадь парка — 1054,47 кв.км, к ней примыкает охранная зона площадью 878 кв.км. Образован 27 февраля 2007 года. 1 августа 2010 часть парка включена в список Всемирного наследия ЮНЕСКО. Парк создан для охраны Лез-От (фр. Les Hauts) — внутренних гористых областей острова — и занимает большую часть территории острова Реюньон.

## История

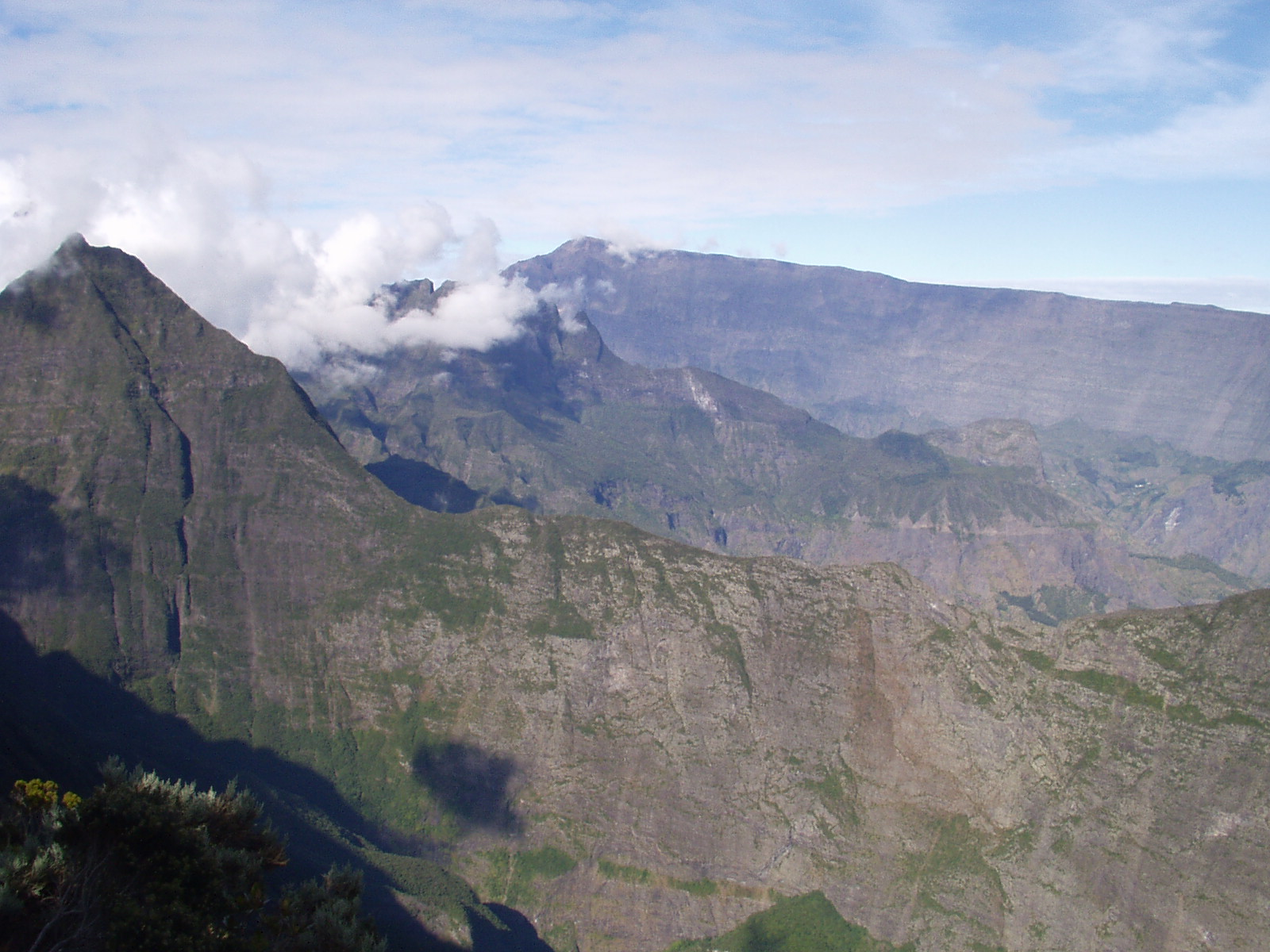
Вид с Ла-Рош-Экрит

Впервые предложение об образовании национального парка на Реюньоне прозвучало в 1992 году, а в 1995 году в региональный план развития Реюньона было включено положение об образовании национального парка в Лез-От. В 2000 году министр по делам окружающей среды Доминик Вуане объявила о начале процесса создания парка, а 7 февраля 2001 года было подписано рабочее соглашение, устанавливавшее порядок действий, необходимых для создания национального парка. 12 марта 2003 года комитет по созданию выпустил отчёт, а проектное название «Национальный парк Лез-От» было изменено на «Национальный парк Реюньон» уже перед открытием парка, в 2006 году.
Официально парк был открыт 5 марта 2007 года, когда был издан соответствующий декрет. Формальная инаугурация состоялась 9 июля 2007 года.
Парк включил в себя два ранее существовавших на Реюньоне природных резервата, Сен-Филип-Мар-Лонг и Ла-Рош-Экрит.

## Всемирное наследие
1 августа 2010 года в список Всемирного Наследия ЮНЕСКО был внесён природный объект «Пики, кратеры и валы на острове Реюньон» (фр. Pitons, cirques et remparts de l’Ile de la Réunion), по площади занимающий около 40 % территории острова. Причиной для внесения в список стало большое разнообразие пейзажей внутренней части Реюньона, а также большое число произрастающих на этой территории эндемических видов растений и разнообразие экосистем.